# カフェー・タイガー

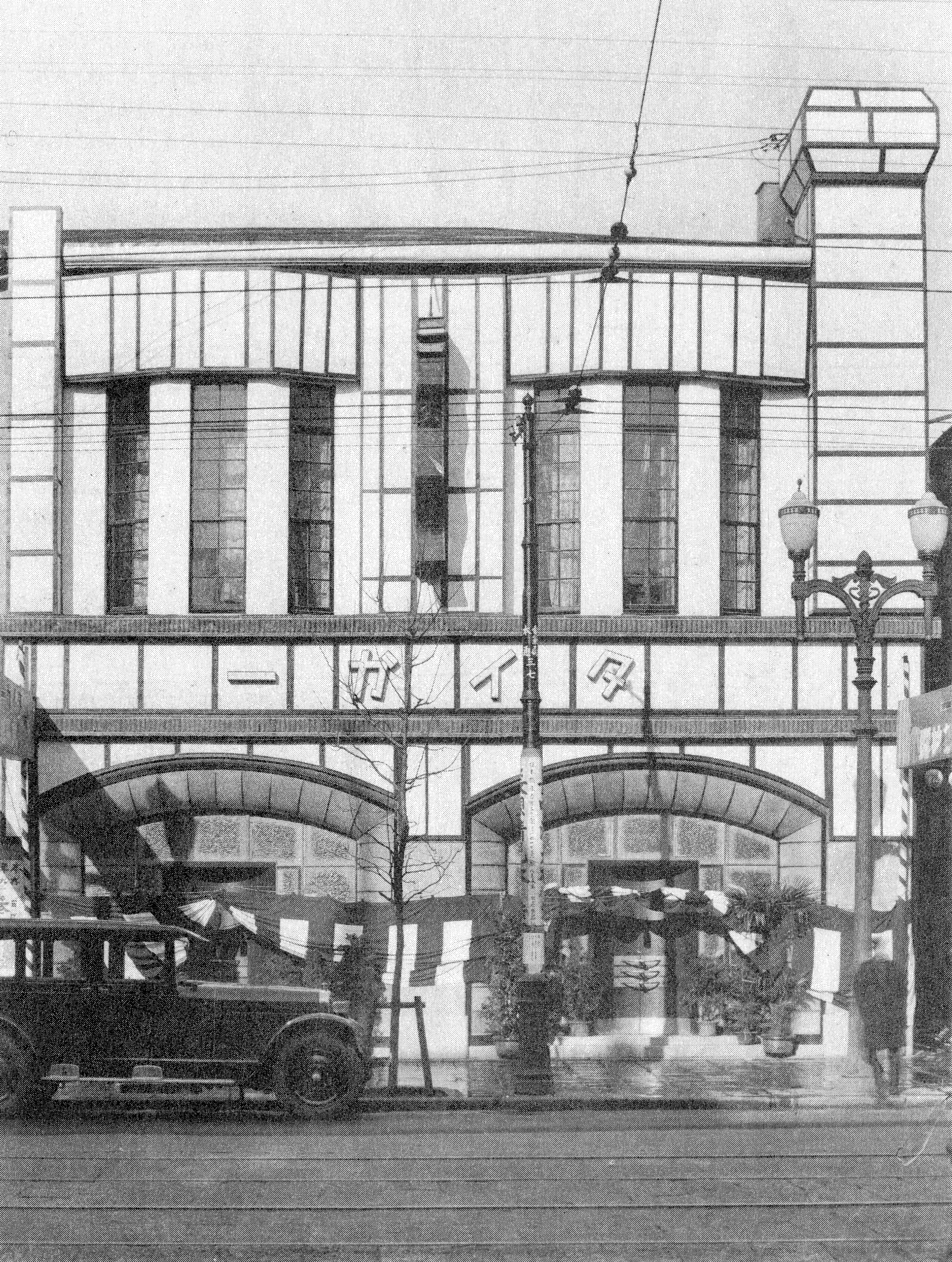
本郷バーによって改修されたあとのカフェー・タイガー

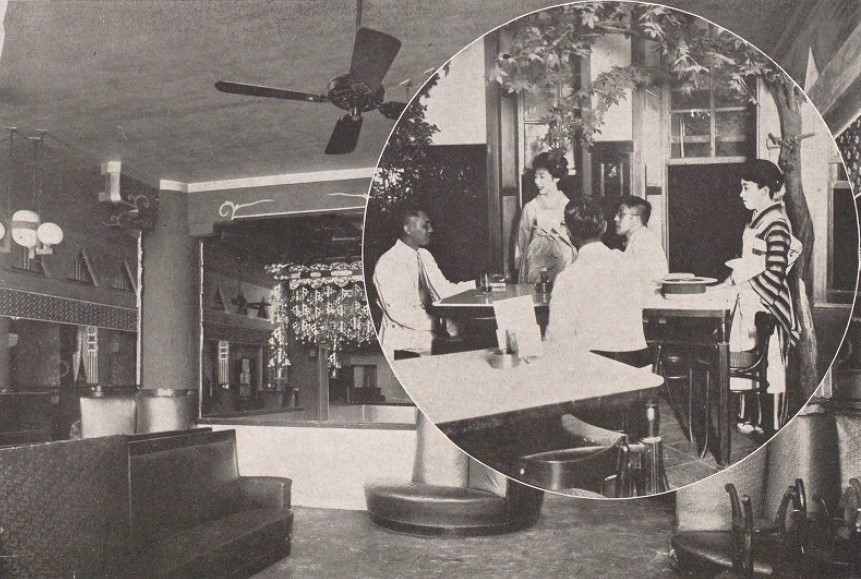
カフェ・タイガーの内部（円内）

カフェー・タイガー（Café Tiger）は、かつて存在した日本の飲食店、カフェーである。関東大震災後、銀座に開業し、カフェー・ライオンに対抗して勢力を伸ばした。

## 略歴・概要

### 開店
関東大震災（1923年）の翌1924年（大正13年）、カフェー・ライオンの斜向かいの焼けビルを修復して開業した。「ライオン」と「タイガー」の競争ということでも話題を呼び、当時のヒット曲「当世銀座節」（西條八十作詞、中山晋平作曲、1928年）に"虎と獅子"と唄われた。

### 営業
浅草のオリエントと同系列（浅野総一郎家の経営）で、オリエントから大勢の女給が移ってきたという。女給は16、7歳から25、6歳まで、30人近くがいた。
「美しい女給と濃厚なサービス」が売り物で、酒、料理は二の次だった。ライオンでは女給の監督が厳しく、少し品行が悪いとクビになったが、こうした女給をタイガーが引き取った。その結果、目立つ女性は皆タイガーに移ってしまった。
もっとも、関西から「エログロ好み」のカフェーが多数進出してきたため、タイガーのサービスもおとなしく感じられるようになったという。
後に、浅野家から本郷バーに経営が移った。警視庁がカフェー取締りを強化する中、1935年（昭和10年）に閉店した。

### 文壇の客たち
永井荷風、菊池寛、中村武羅夫、三上於菟吉らの作家がタイガーをひいきにした。広津和郎の小説『女給』で話題になった菊池寛のカフェー通いはこの店が舞台であった。
永井荷風は1926-27年にかけてタイガーの女給「お久」と馴染んだが、やがて500円の金を要求され、閉口させられた。後日、無頼漢の情夫がおり、度々ゆすりを働いていたことを聞き、日記に「黙阿弥劇の白浪物を見るが如し」と感想を記した。その後もタイガー通いは続き、カフェーを舞台にした小説『つゆのあとさき』を書いた（1931年5月脱稿、同年10月号の「中央公論」に発表）。